# Sullchi
Sullchi ist eine Ortschaft im Departamento Potosí im Hochland des südamerikanischen Andenstaates Bolivien.

## Lage im Nahraum
Sullchi ist ein Ort des Kanton Uyuni im Municipio Uyuni in der Provinz Antonio Quijarro. Die Ortschaft liegt auf einer Höhe von 3811 m 70 Kilometer südöstlich des Salzsees Salar de Uyuni, dem größten Salzsee der Welt.

## Geographie
Sullchi liegt auf dem bolivianischen Altiplano zwischen den Anden-Gebirgsketten der Cordillera Occidental im Westen und der Cordillera Central im Osten.
Das Klima in der Region am Salar de Uyuni ist arid, nur von Dezember bis März fallen nennenswerte Niederschläge zwischen 20 und 45 mm im Monat (siehe Klimadiagramm Uyuni), in den restlichen acht Monaten fällt nur sporadisch Niederschlag. Die mittlere Jahrestemperatur der Region liegt bei knapp 9 °C, die Monatsdurchschnittstemperaturen schwanken nur unwesentlich zwischen 5 °C im Juni/Juli und 11 °C von November bis März.

## Verkehrsnetz
Sullchi liegt in einer Entfernung von 254 Straßenkilometern südwestlich von Potosí, der Hauptstadt des gleichnamigen Departamentos.
Von Potosí aus führt die Nationalstraße Ruta 5 über Porco, Chaquilla, Ticatica und Pulacayo nach Uyuni und weiter über Julaca und San Pedro de Quemes zur chilenischen Grenze. Von Uyuni aus führt die Ruta 21 vorbei an Noel Mariaca und Atocha in südöstlicher Richtung bis Tupiza.
Bei Noel Mariaca zweigt der unbefestigte „Camino a Noel Mariaca – Sullchi “ in südlicher Richtung von der Ruta 21 ab und führt über Sullchi weiter nach Cocani, Polulos und San Pablo de Lípez.

## Bevölkerung
Die Einwohnerzahl der Ortschaft ist in dem Jahrzehnt zwischen den beiden letzten Volkszählungen um fast zwei Drittel angestiegen:
| Jahr | Einwohner         | Quelle       |
| ---- | ----------------- | ------------ |
| 1992 | keine Detaildaten | Volkszählung |
| 2001 | 56                | Volkszählung |
| 2012 | 94                | Volkszählung |
| 2024 |                   | Volkszählung |